# Eishockey-Bundesliga
Die Eishockey-Bundesliga war zwischen 1958 und 1994 insgesamt 36 Spielzeiten lang die höchste Eishockey-Spielklasse in der Bundesrepublik Deutschland. Sie folgte der Oberliga. Zur Saison 1994/95 wurde sie durch die Deutsche Eishockey Liga abgelöst.

## Geschichte

### Die Anfangsjahre (1958 bis 1961)
1958 löste die eingleisige Bundesliga die Oberliga als höchste Spielklasse der Bundesrepublik ab. Erster Meister wurde der EV Füssen, der bereits in den letzten Oberligajahren die bestimmende Mannschaft war und bis 1973 acht weitere Meisterschaften gewinnen konnte. Dominierten zunächst weiterhin die bayerischen Mannschaften den Kampf um die Tabellenspitze, gewannen mit zunehmender Zeit auch Vereine aus anderen Teilen Westdeutschlands an Bedeutung, beispielsweise die Düsseldorfer EG, der Kölner EC oder der Mannheimer ERC.

### Erweiterung und Modusänderungen (1961 bis 1979)
Nachdem die Liga zunächst mit acht Vereinen gestartet war und in der einfachen Form einer Einfachrunde ausgespielt wurde, änderte sich in den folgenden Jahren des Öfteren Modus und Teilnehmerzahl. In der Spielzeit 1961/62 schloss sich erstmals einer Meisterrunde an die Vorrunde an, die vom EC Bad Tölz gewonnen wurde, während der Absteiger in die Oberliga in einer Abstiegsrunde ermittelt wurde. 1965 wurde die Liga von acht auf zehn Teams aufgestockt. Um die draus entstandenen hohen Reisekosten zu den Auswärtsspielen zu reduzieren, wurde die Bundesliga zur Saison 1966/67 in zwei Staffeln geteilt. Die fünf bayerischen Vereine wurden dabei der Gruppe Süd zugeteilt, die Mannschaften aus West- und Südwestdeutschland sowie Berlin spielten in der Gruppe West. 1968 wurde die Teilnehmerzahl erneut erweitert, sodass erstmals seit der Gründung zwölf Mannschaften am Spielbetrieb der Bundesliga teilnahmen. Bereits im folgenden Jahr entschied sich der Deutsche Eishockey-Bund, der nach seiner Gründung 1963 die Organisation der Liga vom DEV übernommen hatte, zur Rückkehr zur eingleisigen Bundesliga, schließlich sogar zur Ermittlung des Meisters in einer einfachen Doppelrunde.

### Play-off-Spiele in Deutschland (1979 bis 1990)
Zur Saison 1979/80 führte die Liga einen neuen, deutlich komplizierteren Modus mit einer Zwischenrunde zwischen Haupt- und Endrunde ein. Der neue Austragungsmodus erfüllte sein vorrangiges Ziel; Meisterschafts- und Abstiegsfrage blieben bis zum Saisonende spannend. Allerdings gab es erhebliche Zweifel an der sportlichen Gerechtigkeit dieser Austragungsart. Dies galt insbesondere für den SC Riessersee, der nach Abschluss der Vorrunde deutlich mit sechs Punkten Vorsprung geführt hatte, welche nach der Zwischenrunde auf nur noch einen Punkt geschmolzen waren, und der schließlich in der Finalrunde vom Mannheimer ERC überholt wurde und auf Platz drei zurückfiel. Dies hatte zur Folge, dass der Modus erneut geändert wurde. Die folgende Spielzeit war schließlich die erste, in der der Meister im Play-off-Modus nach nordamerikanischem Vorbild ausgespielt wurde. Meister wurde im Premierenjahr der SC Riessersee, der sich noch in der Vorsaison durch den Modus benachteiligt gefühlt hatte.
Noch während der Vorrunde 1980/81 wurde bekannt, dass mehrere ausländische Spieler mit gefälschten deutschen Pässen eingesetzt worden waren, um somit die Begrenzung für ausländische Spieler zu umgehen. Vom so genannten Passfälscherskandal waren zwei Bundesligamannschaften betroffen, zum einen der Vorjahresaufsteiger Duisburger SC, zum anderen der zweifache Deutsche Meister Kölner EC. Für beide Teams wurden alle Spiele mit Beteiligung von Spielern mit gefälschten Pässen mit 0:5 Toren als verloren gewertet. Für den Duisburger SC bedeutete dies Abstieg, die Kölner rutschten durch den Punktabzug aus den Play-off-Rängen und entgingen dem Abstieg erst in der Abstiegsrunde. Nach der Konsolidierung stieg der Kölner EC ab 1984 mit vier Meistertiteln zur bestimmenden deutschen Mannschaft der späten 1980er Jahre auf, nachdem zuvor verschiedene Mannschaften den Titel gewonnen hatten.

### Wiedervereinigung und Auflösung (1990 bis 1994)
Nach der deutschen Wiedervereinigung wurden die beiden letzten verbliebenen DDR-Vereine SC Dynamo Berlin und die SG Dynamo Weißwasser in die Eishockey-Bundesliga aufgenommen, welche damit auf zwölf Teams erweitert wurde. Die erfolgreichste Mannschaft zu Beginn der 1990er-Jahre war die Düsseldorfer EG, die drei von vier Meistertiteln der gesamtdeutschen Bundesliga gewinnen konnte. Letzter Bundesliga-Meister wurde der EC Hedos München. Einschließlich des Finals gewannen die Bayern jede Serie durch einen Sweep, also ohne eine einzige Play-off-Niederlage.
Da seit Einführung der Play-downs die Entscheidung über den Abstieg nicht mehr auf dem Eis gefallen, sondern die finanzielle Situation mancher Clubs ausschlaggebend war und gleich vier Mannschaften, obwohl sportlich qualifiziert, aufgrund ihrer Finanzlage absteigen mussten, forderten die Bundesligavereine die Einführung einer neuen höchsten Profiliga nach nordamerikanischem Vorbild. Dadurch sollte eine bessere Werbefähigkeit garantiert und der DEB zugunsten der Nachwuchs- und Amateurarbeit entlastet werden. Nach dem Saisonende und entsprechenden Verhandlungen mit dem Verband, entschlossen sich DEB und Vereine, mit der DEL eine sich selbst verwaltende Profiliga mit insgesamt 18 Vereinen ins Leben zu rufen, die die Bundesliga als höchste Spielklasse ablöste.
Der EV Landshut ist mit 31 Jahren Rekordteilnehmer der Bundesliga vor der Düsseldorfer EG mit 30 Bundesligajahren. Gerd Truntschka ist Rekordhalter mit 944 Assists und Erich Kühnhackl mit 730 Toren und 1449 Scorerpunkten.

## Bundesliga-Meister
| Jahr | Deutscher Meister         | Vizemeister               |
| ---- | ------------------------- | ------------------------- |
| 1959 | EV Füssen                 | EC Bad Tölz               |
| 1960 | SC Riessersee             | EV Füssen                 |
| 1961 | EV Füssen                 | EC Bad Tölz               |
| 1962 | EC Bad Tölz               | EV Füssen                 |
| 1963 | EV Füssen                 | EC Bad Tölz               |
| 1964 | EV Füssen                 | EC Bad Tölz               |
| 1965 | EV Füssen                 | EC Bad Tölz               |
| 1966 | EC Bad Tölz               | EV Füssen                 |
| 1967 | Düsseldorfer EG           | EC Bad Tölz               |
| 1968 | EV Füssen                 | EC Bad Tölz               |
| 1969 | EV Füssen                 | Düsseldorfer EG           |
| 1970 | EV Landshut               | EC Bad Tölz               |
| 1971 | EV Füssen                 | Düsseldorfer EG           |
| 1972 | Düsseldorfer EG           | EV Füssen                 |
| 1973 | EV Füssen                 | Düsseldorfer EG           |
| 1974 | Berliner Schlittschuhclub | EV Landshut               |
| 1975 | Düsseldorfer EG           | Berliner Schlittschuhclub |
| 1976 | Berliner Schlittschuhclub | EV Landshut               |
| 1977 | Kölner EC                 | Krefelder EV              |
| 1978 | SC Riessersee             | Berliner Schlittschuhclub |
| 1979 | Kölner EC                 | SC Riessersee             |
| 1980 | Mannheimer ERC            | Düsseldorfer EG           |
| 1981 | SC Riessersee             | Düsseldorfer EG           |
| 1982 | SB Rosenheim              | Mannheimer ERC            |
| 1983 | EV Landshut               | Mannheimer ERC            |
| 1984 | Kölner EC                 | EV Landshut               |
| 1985 | SB Rosenheim              | Mannheimer ERC            |
| 1986 | Kölner EC                 | Düsseldorfer EG           |
| 1987 | Kölner EC                 | Mannheimer ERC            |
| 1988 | Kölner EC                 | SB Rosenheim              |
| 1989 | SB Rosenheim              | Düsseldorfer EG           |
| 1990 | Düsseldorfer EG           | SB Rosenheim              |
| 1991 | Düsseldorfer EG           | Kölner EC                 |
| 1992 | Düsseldorfer EG           | SB Rosenheim              |
| 1993 | Düsseldorfer EG           | Kölner EC                 |
| 1994 | EC Hedos München          | Düsseldorfer EG           |

| Mannschaft                | Bundesland          | Titel |
| ------------------------- | ------------------- | ----- |
| EV Füssen                 | Bayern              | 9     |
| Düsseldorfer EG           | Nordrhein-Westfalen | 7     |
| Kölner EC                 | Nordrhein-Westfalen | 6     |
| SB Rosenheim              | Bayern              | 3     |
| SC Riessersee             | Bayern              | 3     |
| EC Bad Tölz               | Bayern              | 2     |
| EV Landshut               | Bayern              | 2     |
| Berliner Schlittschuhclub | Berlin              | 2     |
| Mannheimer ERC            | Baden-Württemberg   | 1     |
| EC Hedos München          | Bayern              | 1     |

- Siehe auch: Deutscher Meister (Eishockey)

## Modus
| Saison  | Vorrunde              | Endrunde                      | Teilnehmer |
| ------- | --------------------- | ----------------------------- | ---------- |
| 1958/59 | Einfachrunde          | keine                         | 8          |
| 1959/60 | Einfachrunde          | keine                         | 8          |
| 1960/61 | Doppelrunde           | keine                         | 8          |
| 1961/62 | Doppelrunde           | Meisterrunde Abstiegsrunde    | 8          |
| 1962/63 | Doppelrunde           | Meisterrunde Abstiegsrunde    | 8          |
| 1963/64 | Doppelrunde           | Meisterrunde Abstiegsrunde    | 8          |
| 1964/65 | Doppelrunde           | Meisterrunde Abstiegsrunde    | 8          |
| 1965/66 | Doppelrunde           | Meisterrunde Abstiegsrunde    | 10         |
| 1966/67 | Doppelrunde 2 Gruppen | Meisterrunde Relegationsrunde | 10         |
| 1967/68 | Doppelrunde 2 Gruppen | Meisterrunde Relegationsrunde | 10         |
| 1968/69 | Doppelrunde 2 Gruppen | Meisterrunde Relegationsrunde | 12         |
| 1969/70 | Einfachrunde          | Meisterrunde Relegationsrunde | 12         |
| 1970/71 | Doppelrunde           | keine                         | 10         |
| 1971/72 | Doppelrunde           | keine                         | 10         |
| 1972/73 | Doppelrunde           | keine                         | 11         |
| 1973/74 | Doppelrunde           | keine                         | 10         |
| 1974/75 | Doppelrunde           | keine                         | 10         |
| 1975/76 | Doppelrunde           | keine                         | 10         |
| 1976/77 | Doppelrunde           | Meisterrunde Abstiegsrunde    | 10         |
| 1977/78 | Doppelrunde           | Meisterrunde Abstiegsrunde    | 10         |

| Saison  | Vorrunde                               | Endrunde                                     | Teilnehmer |
| ------- | -------------------------------------- | -------------------------------------------- | ---------- |
| 1978/79 | Doppelrunde                            | Meisterrunde Abstiegsrunde                   | 12         |
| 1979/80 | Einfachrunde Zwischenrunde (3 Gruppen) | Meisterrunde Abstiegsrunde                   | 12         |
| 1980/81 | Doppelrunde                            | Play-offs Abstiegsrunde                      | 12         |
| 1981/82 | Doppelrunde                            | Play-offs Relegationsrunde                   | 12         |
| 1981/82 | Doppelrunde                            | Play-offs Relegationsrunde                   | 10         |
| 1981/82 | Doppelrunde                            | Platzierungsrunde Play-offs Relegationsrunde | 10         |
| 1982/83 | Doppelrunde                            | Play-offs Relegationsrunde                   | 10         |
| 1983/84 | Doppelrunde                            | Play-offs Relegationsrunde                   | 10         |
| 1984/85 | Doppelrunde                            | Play-offs Relegationsrunde                   | 10         |
| 1985/86 | Doppelrunde                            | Play-offs Relegationsrunde                   | 10         |
| 1986/87 | Doppelrunde                            | Play-offs Relegationsrunde                   | 10         |
| 1987/88 | Doppelrunde                            | Play-offs Relegationsrunde                   | 10         |
| 1988/89 | Doppelrunde                            | Play-offs Relegationsrunde                   | 10         |
| 1989/90 | Doppelrunde                            | Play-offs Relegationsrunde                   | 10         |
| 1990/91 | Doppelrunde                            | Play-offs Play-downs                         | 12         |
| 1991/92 | Doppelrunde                            | Play-offs Play-downs                         | 12         |
| 1992/93 | Doppelrunde                            | Play-offs Play-downs                         | 12         |
| 1993/94 | Doppelrunde                            | Play-offs Play-downs                         | 12         |